# Rodrigues-Nachtreiher
Der Rodrigues-Nachtreiher (Nycticorax megacephalus) ist nur von einem alten Reisebericht von François Leguat bekannt, der ihn im 17. Jahrhundert beschrieb. Der Reiher war beschränkt flugfähig und legte grünliche Eier, sein Gefieder ähnelte dem des Gemeinen Nachtreihers. Der Rodrigues-Nachtreiher war ein guter Läufer und schlechter Flieger.